# Иле, Иоганн Абрахам
Иоганн Абрахам Иле (нем. Johann Abraham Ihle; 14 июня 1627, Лейпциг, курфюршество Саксония — 1700, Лейпциг, курфюршество Саксония) — немецкий астроном-любитель, открывший первое известное шаровое звёздное скопление M 22 26 августа 1665 года при наблюдении за прохождением планеты Сатурн в созвездии Стрельца.

## Биография
Иоганн Абрахам Иле родился 14 июня 1627 года, вероятно, в немецком городе Лейпциг.
Иле работал почтовым служащим в Лейпциге, а в свободное время писал о своих астрономических наблюдениях. Его деятельность как астронома-любителя включает наблюдения солнечных пятен (1680—1687), планет и комет, также ему приписывают открытие звёздного скопления М 22.
Иле был другом польского астронома, конструктора телескопов, Яна Гевелия и немецкого астронома Готфрида Кирха.
Иле умер около 1699 года в Лейпциге.